# Attila Kovács (Leichtathlet)
Attila Kovács (* 2. September 1960 in Szekszárd) ist ein ehemaliger ungarischer Leichtathlet.

## Sportliche Laufbahn
Der 1,80 Meter große Attila Kovács startete für Újpesti TE. Im 100-Meter-Lauf war er 1981 erstmals ungarischer Meister. Von 1984 bis 1992 gewann er neun Titel in Folge und 1994 erlief er seinen elften Titel. Im 200-Meter-Lauf siegte er 1984, 1987, 1988 und 1991. Hinzu kamen drei Hallentitel über 60 Meter.
Bei den Europameisterschaften 1982 in Athen schied Kovács über 100 Meter im Vorlauf aus. Die ungarische 4-mal-100-Meter-Staffel mit István Tatár, István Nagy, László Babály senior und Attila Kovács belegte in 39,01 Sekunden den sechsten Platz.
1984 durfte Kovács wegen des Olympiaboykotts nicht bei den Olympischen Spielen in Los Angeles antreten. Bei den als Ausgleich angebotenen Freundschaftsspielen in Moskau belegte er über 100 Meter in 10,18 Sekunden den zweiten Platz. 1985 erreichte er bei den Halleneuropameisterschaften in Piräus das Finale über 60 Meter und wurde Fünfter. 1986 bei den Europameisterschaften in Stuttgart erreichte Kovács über 100 Meter den siebten Platz in 10,31 Sekunden. Die 4-mal-100-Meter-Staffel mit László Karaffa, István Nágy, István Tatár und Attila Kovács lief in 39,15 Sekunden auf den sechsten Platz.
1987 trat Kovács bei den Weltmeisterschaften in Rom in drei Disziplinen an. Über 100 Meter überquerte er in 10,20 Sekunden die Ziellinie als Fünfter. Später rückte er nach der Dopingdisqualifikation Ben Johnsons auf den vierten Platz vor. Über 200 Meter verfehlte Kovács als Fünfter seines Halbfinales den Finaleinzug um eine Zehntelsekunde. Die Staffel mit István Nagy, László Karaffa, István Tatár und Attila Kovács lief in 39,04 Sekunden auf den sechsten Platz. Da die kanadische Staffel mit Ben Johnson später disqualifiziert wurde, verbesserten sich die Ungarn auf den fünften Rang.
1988 bei den Olympischen Spielen in Seoul trat Kovács wie im Vorjahr dreimal an. Über 100 Meter verfehlte er als Halbfinalfünfter in 10,31 Sekunden den Finaleinzugum 0,08 Sekunden. Nach der Dopingdisqualifikation von Ben Johnson wird Kovács als Vierter seines Halbfinales geführt. Im 200-Meter-Lauf schied Kovács im Viertelfinale aus. Das Finale in der 4-mal-100-Meter-Staffel erreichten sechs europäische Staffeln, die Ungarn liefen im Halbfinale 38,84 Sekunden. Im Endlauf konnten György Bakos, László Karaffa, István Tatár und Attila Kovács diese Zeit nicht wiederholen, sie kamen als Achte in 39,19 Sekunden ins Ziel.
Zwei Jahre später bei den Europameisterschaften 1990 in Split konnte sich Kovács über 100 Meter nicht mehr für das Finale qualifizieren. Die 4-mal-100-Meter-Staffel mit György Bakos, László Karaffa, Pál Rezák und Attila Kovács kam in 39,05 Sekunden als Fünfte ins Ziel. Kovács nahm 1991 noch an den Weltmeisterschaften in Tokio teil, schied aber sowohl über 100 Meter als auch über 200 Meter frühzeitig aus.

## Persönliche Bestzeiten
- 100 Meter: 10,09 Sekunden am 20. August 1987 in Miskolc
- 200 Meter: 20,11 Sekunden am 21. August 1987 in Miskolc (Landesrekord)